# 윌리엄 캣
윌리엄 캣(William Katt, 1951년 2월 16일 ~ )은 미국의 배우이다.

## 출연 작품
- 더 세컨드 - 밥 제퍼스 역